# Легка атлетика на Іграх Співдружності 2022
Змагання з легкої атлетики на Іграх Співдружності 2022 відбулись 30 липня та 2-7 серпня в Бірмінгемі.

## Призери

### Чоловіки
| Дисципліни                                      | Золото | Золото         | Срібло                                                                                               | Срібло      | Бронза                                                                                | Бронза      |
| ----------------------------------------------- | --- | -------------- | --- | ----------- | ------------------------------------------------------------------------------------- | ----------- |
| 100 метрів протокол                             | Фердінанд Оманьяла Кенія                                                                                      | 10,02          | Акані Сімбіне ПАР                                                                                    | 10,13       | Юпун Абейкун Шрі-Ланка                                                                | 10,14       |
| 200 метрів протокол                             | Джерім Річардс Тринідад і Тобаго                                                                              | 19,80 GR PB    | Жарнел Г'юз Англія                                                                                   | 20,12 SB    | Джозеф Пол Амоа Гана                                                                  | 20,49       |
| 400 метрів протокол                             | Музала Самуконга Замбія                                                                                       | 44,66 PB       | Меттью Гадсон-Сміт Англія                                                                            | 44,81       | Джонатан Джонс Барбадос                                                               | 44,89       |
| 800 метрів протокол                             | Вайкліф Кіньямал Кенія                                                                                        | 1.47,52        | Пітер Бол Австралія                                                                                  | 1.47,66     | Бен Паттісон Англія                                                                   | 1.48,25     |
| 1500 метрів протокол                            | Олівер Гоар Австралія                                                                                         | 3.30,12 GR PB  | Тімоті Черуйот Кенія                                                                                 | 3.30,21 SB  | Джейк Вайтман Шотландія                                                               | 3.30,53     |
| 5000 метрів протокол • відео                    | Джейкоб Кіплімо Уганда                                                                                        | 13.08,08 SB    | Ніколас Кімелі Кенія                                                                                 | 13.08,19    | Джейкоб Кроп Кенія                                                                    | 13.08,48    |
| 10000 метрів протокол                           | Джейкоб Кіплімо Уганда                                                                                        | 27.09,19 GR SB | Деніел Ебеньйо Кенія                                                                                 | 27.11,26 PB | Кібівотт Канді Кенія                                                                  | 27.20,34 PB |
| 110 метрів з бар'єрами протокол                 | Рашід Броудбелл Ямайка                                                                                        | 13,08 GR PB    | Шейн Бретвейт Барбадос                                                                               | 13,30 SB    | Ендрю Поцці Англія                                                                    | 13,37       |
| 400 метрів з бар'єрами протокол                 | Кайрон Мак-Мастер Британські Віргінські Острови                                                               | 48,93          | Джахіл Гайд Ямайка                                                                                   | 49,78       | Аластер Чалмерс Гернсі                                                                | 49,97       |
| 3000 метрів з перешкодами протокол              | Абрахам Кібівот Кенія                                                                                         | 8.11,15        | Авінаш Сабле Індія                                                                                   | 8.11,20 PB  | Амос Серем Кенія                                                                      | 8.16,83 SB  |
| 4×100 метрів протокол (забіги) протокол (фінал) | АнгліяДжона Ефолоко Жарнел Г'юз Нетаніел Мітчелл-Блейк Оджі Едобурун Гаррі Айкінс-Айїтей (забіг)              | 38,35 SB       | Тринідад і ТобагоДжерод Елкок Ерік Гаррісон (молодший) Кіон Бенджамін Кайл Гро Аканні Гіслоп (забіг) | 38,70 SB    | НігеріяУдоді Онвузуріке Фейвор Аше Алаба Окінтола Реймонд Екевво Сеє Огунлеве (забіг) | 38,81       |
| 4×400 метрів протокол (фінал)                   | Тринідад і ТобагоДвайт Сент-Гіллер Аса Гевара Мачел Седеніо Джерім Річардс Кашіф Кінг (забіг) Че Лара (забіг) | 3.01,29        | БотсванаЛеунго Скотч Зібане Нгозі Ентоні Песела Баяпо Ндорі Кейтумеце Майцео (забіг)                 | 3.01,85     | КеніяВайзман Мухобе Майк Ньянгау Вільям Реян Боніфейс Мвереса Вільям Мутунга (забіг)  | 3.02,41 SB  |
| Ходьба на 10000 метрів протокол                 | Еван Данфі Канада                                                                                             | 38.36,37 GR PB | Деклан Тінгей Австралія                                                                              | 38.42,33 PB | Сандіп Кумар Індія                                                                    | 38.49,21 PB |
| Марафон протокол                                | Віктор Кіплангат Уганда                                                                                       | 2:10.55        | Альфонс Сімбу Танзанія                                                                               | 2:12.29     | Майкл Гітае Кенія                                                                     | 2:13.16     |
| Стрибки у висоту протокол                       | Гаміш Керр Нова Зеландія                                                                                      | 2,25           | Брендон Старк Австралія                                                                              | 2,25        | Теджасвін Шанкар Індія                                                                | 2,22        |
| Стрибки з жердиною протокол                     | Кертіс Маршалл Австралія                                                                                      | 5,70           | Адам Гейг Англія                                                                                     | 5,55 SB     | Гаррі Коппелл Англія                                                                  | 5,50        |
| Стрибки у довжину протокол                      | Лакуан Нейрн Багамські Острови                                                                                | 8,08           | Срішанкар Срішанкар Індія                                                                            | 8,08        | Йован ван Вюрен ПАР                                                                   | 8,06        |
| Потрійний стрибок протокол                      | Елдхоуз Пол Індія                                                                                             | 17,03w         | Абдулла Абубакер Наранголінтевід Індія                                                               | 17,02       | Джа-Нхай Перінчіф Бермудські Острови                                                  | 16,92       |
| Штовхання ядра протокол                         | Томас Волш Нова Зеландія                                                                                      | 22,26          | Джако Гілл Нова Зеландія                                                                             | 21,90 PB    | Скотт Лінкольн Англія                                                                 | 20,57       |
| Метання диска протокол                          | Меттью Денні Австралія                                                                                        | 67,26 PB       | Лоуренс Окоє Англія                                                                                  | 64,99       | Тревіс Смікл Ямайка                                                                   | 64,58       |
| Метання молота протокол                         | Нік Міллер Англія                                                                                             | 76,43          | Ітан Кацберг Канада                                                                                  | 76,36 PB    | Александрос Пурсанідіс Кіпр                                                           | 73,97 SB    |
| Метання списа протокол                          | Аршад Надім Пакистан                                                                                          | 90,18 GR PB    | Андерсон Пітерс Гренада                                                                              | 88,64       | Джуліус Єго Кенія                                                                     | 85,70 SB    |
| Десятиборство протокол                          | Ліндон Віктор Гренада                                                                                         | 8233           | Деніел Голубович Австралія                                                                           | 8197 SB     | Седрік Дублер Австралія                                                               | 8030        |

### Жінки
| Дисципліни                                                          | Золото                                                                                    | Золото         | Срібло                                                                           | Срібло      | Бронза                                                                                        | Бронза         |
| ------------------------------------------------------------------- | ----------------------------------------------------------------------------------------- | -------------- | -------------------------------------------------------------------------------- | ----------- | --------------------------------------------------------------------------------------------- | -------------- |
| 100 метрів протокол                                                 | Елейн Томпсон-Гера Ямайка                                                                 | 10,95          | Джульєн Альфред Сент-Люсія                                                       | 11,01       | Дерілл Нейта Англія                                                                           | 11,07          |
| 200 метрів протокол                                                 | Елейн Томпсон-Гера Ямайка                                                                 | 22,02 GR       | Фейвор Офілі Нігерія                                                             | 22,51       | Крістін Мбома Намібія                                                                         | 22,80          |
| 400 метрів протокол                                                 | Сада Вільямс Барбадос                                                                     | 49,90 GR       | Вікторія Огуруогу Англія                                                         | 50,72 PB    | Джоді Вільямс Англія                                                                          | 51,26 SB       |
| 800 метрів протокол                                                 | Мері Мораа Кенія                                                                          | 1.57,07        | Кілі Годжкінсон Англія                                                           | 1.57,40     | Лора М'юр Шотландія                                                                           | 1.57,87 SB     |
| 1500 метрів протокол                                                | Лора М'юр Шотландія                                                                       | 4.02,75        | Кіара Магіен Англія                                                              | 4.04,14 SB  | Еббі Колдвелл Австралія                                                                       | 4.04,79        |
| 5000 метрів протокол                                                | Беатріс Чебет Кенія                                                                       | 14.38,21 SB    | Ейліш Макколган Шотландія                                                        | 14.42,14 SB | Села Бусіней Кенія                                                                            | 14.48,24 PB    |
| 10000 метрів протокол                                               | Ейліш Макколган Шотландія                                                                 | 30.48,60 GR    | Ірін Чептай Кенія                                                                | 30.49,52 SB | Шейла Кіпротіч Кенія                                                                          | 31.09,46 SB    |
| 100 метрів з бар'єрами протокол                                     | Тобі Амусан Нігерія                                                                       | 12,30 GR       | Девінн Чарлтон Багамські Острови                                                 | 12,58       | Сінді Сембер Англія                                                                           | 12,59          |
| 400 метрів з бар'єрами протокол                                     | Дженів Расселл Ямайка                                                                     | 54,14          | Шаєнн Селмон Ямайка                                                              | 54,47       | Зеней ван дер Вальт ПАР                                                                       | 54,47 PB       |
| 3000 метрів з перешкодами протокол                                  | Жаклін Чепкоеч Кенія                                                                      | 9.15,68 GR PB  | Елізабет Берд Англія                                                             | 9.17,79 PB  | Перут Чемутай Уганда                                                                          | 9.23,24        |
| 4×100 метрів протокол (забіг 1) протокол (забіг 2) протокол (фінал) | НігеріяТобі Амусан Фейвор Офілі Розмарі Чуквума Нзубечі Нвокоча Джой Удо-Габріель (забіг) | 42,10 AR       | АнгліяАша Філіп Імані Лансіквот Б'янка Вільямс Дерілл Нейта Ешлі Нельсон (забіг) | 42,41 SB    | ЯмайкаКемба Нельсон Наталія Вайт Ремона Берчелл Елейн Томпсон-Гера Ронейша Мак-Грегор (забіг) | 43,08          |
| 4×400 метрів протокол                                               | КанадаНаташа Мак-Дональд Аянна Стіверн Міша Павелл Кайра Константин                       | 3.25,84        | ЯмайкаШаєнн Селмон Джунелл Бромфілд Ронейша Мак-Грегор Натоя Гуле                | 3.26,93     | ШотландіяЗої Кларк Бет Доббін Джілл Черрі Ніколь Єргін                                        | 3.30,15 SB     |
| Ходьба на 10000 метрів протокол                                     | Джеміма Монтаг Австралія                                                                  | 42.34,30 GR PB | Пріянка Госвамі Індія                                                            | 43.38,83 PB | Емілі Нгії Кенія                                                                              | 43.50,86 AR PB |
| Марафон протокол                                                    | Джессіка Стенсон Австралія                                                                | 2:27.31 SB     | Маргарет Маріукі Кенія                                                           | 2:28.00 PB  | Гелалія Йоганнес Намібія                                                                      | 2:28.39 SB     |
| Стрибки у висоту протокол                                           | Ламара Дістін Ямайка                                                                      | 1,95           | Елеанор Паттерсон Австралія                                                      | 1,92        | Кімберлі Вільямсон Ямайка                                                                     | 1,92           |
| Стрибки з жердиною протокол                                         | Ніна Кеннеді Австралія                                                                    | 4,60           | Моллі Кодері Англія                                                              | 4,45        | Імоген Айріс Нова Зеландія                                                                    | 4,45 SB        |
| Стрибки у довжину протокол                                          | Есе Бруме Нігерія                                                                         | 7,00 GR        | Брук Бушкюль Австралія                                                           | 6,95        | Дебора Аква Гана                                                                              | 6,94 PB        |
| Потрійний стрибок протокол                                          | Шаніка Рікеттс Ямайка                                                                     | 14,94 GR SB    | Теа Лафонд Домініка                                                              | 14,39       | Наомі Метцгер Англія                                                                          | 14,37 PB       |
| Штовхання ядра протокол                                             | Сара Міттон Канада                                                                        | 19,03          | Данніель Томас-Додд Ямайка                                                       | 18,98       | Медісон-Лі Віше Нова Зеландія                                                                 | 18,84          |
| Метання диска протокол                                              | Чіома Оньєквере Нігерія                                                                   | 61,70 SB       | Джейд Лаллі Англія                                                               | 58,42       | Обіагері Амаечі Нігерія                                                                       | 56,99          |
| Метання молота протокол                                             | Кемрін Роджерс Канада                                                                     | 74,08          | Джулія Реткліфф Нова Зеландія                                                    | 69,63       | Джілліан Вейр Канада                                                                          | 67,35          |
| Метання списа протокол                                              | Келсі-Лі Барбер Австралія                                                                 | 64,43          | Маккензі Літтл Австралія                                                         | 64,27 PB    | Анну Рані Індія                                                                               | 60,00          |
| Семиборство протокол                                                | Катаріна Джонсон-Томпсон Англія                                                           | 6377 SB        | Кейт О'Коннор Північна Ірландія                                                  | 6233 SB     | Джейд О'Дауда Англія                                                                          | 6212           |

## Медальний залік
| Місце                | Країна                        | Золото | Срібло | Бронза | Загалом |
| -------------------- | ----------------------------- | ------ | ------ | ------ | ------- |
| 1                    | Австралія                     | 7      | 7      | 2      | 16      |
| 2                    | Кенія                         | 6      | 5      | 9      | 20      |
| 3                    | Ямайка                        | 6      | 4      | 3      | 13      |
| 4                    | Нігерія                       | 4      | 1      | 2      | 7       |
| 5                    | Канада                        | 4      | 1      | 1      | 6       |
| 6                    | Англія                        | 3      | 10     | 9      | 22      |
| 7                    | Уганда                        | 3      | 0      | 1      | 4       |
| 8                    | Нова Зеландія                 | 2      | 2      | 2      | 6       |
| 9                    | Шотландія                     | 2      | 1      | 3      | 6       |
| 10                   | Тринідад і Тобаго             | 2      | 1      | 0      | 3       |
| 11                   | Індія                         | 1      | 4      | 3      | 8       |
| 12                   | Барбадос                      | 1      | 1      | 1      | 3       |
| 13                   | Гренада                       | 1      | 1      | 0      | 2       |
| 13                   | Багамські Острови             | 1      | 1      | 0      | 2       |
| 15                   | Британські Віргінські Острови | 1      | 0      | 0      | 1       |
| 15                   | Замбія                        | 1      | 0      | 0      | 1       |
| 15                   | Пакистан                      | 1      | 0      | 0      | 1       |
| 18                   | Північна Ірландія             | 0      | 2      | 0      | 2       |
| 19                   | ПАР                           | 0      | 1      | 2      | 3       |
| 20                   | Танзанія                      | 0      | 1      | 0      | 1       |
| 20                   | Ботсвана                      | 0      | 1      | 0      | 1       |
| 20                   | Домініка                      | 0      | 1      | 0      | 1       |
| 20                   | Сент-Люсія                    | 0      | 1      | 0      | 1       |
| 24                   | Намібія                       | 0      | 0      | 2      | 2       |
| 24                   | Гана                          | 0      | 0      | 2      | 2       |
| 26                   | Бермудські Острови            | 0      | 0      | 1      | 1       |
| 26                   | Гернсі                        | 0      | 0      | 1      | 1       |
| 26                   | Кіпр                          | 0      | 0      | 1      | 1       |
| 26                   | Шрі-Ланка                     | 0      | 0      | 1      | 1       |
| Загалом (29 збірних) | Загалом (29 збірних)          | 46     | 46     | 46     | 138     |